# Černá Voda
Černá Voda (en allemand : Schwarzwasser, littéralement « eau noire ») est une commune du district de Jeseník, dans la région d'Olomouc, en République tchèque. Sa population s'élevait à 544 habitants en 2024.

## Géographie
Černá Voda se trouve à 10 km au nord-nord-ouest de Jeseník, à 80 km au nord d'Olomouc et à 195 km à l’est-nord-est de Prague.
La commune est limitée par Velká Kraš au nord, par Stará Červená Voda à l'est, par Vápenná au sud, et par Žulová et Kobylá nad Vidnavkou à l'ouest.

## Histoire
La première mention écrite de la localité date de 1284.

## Galerie

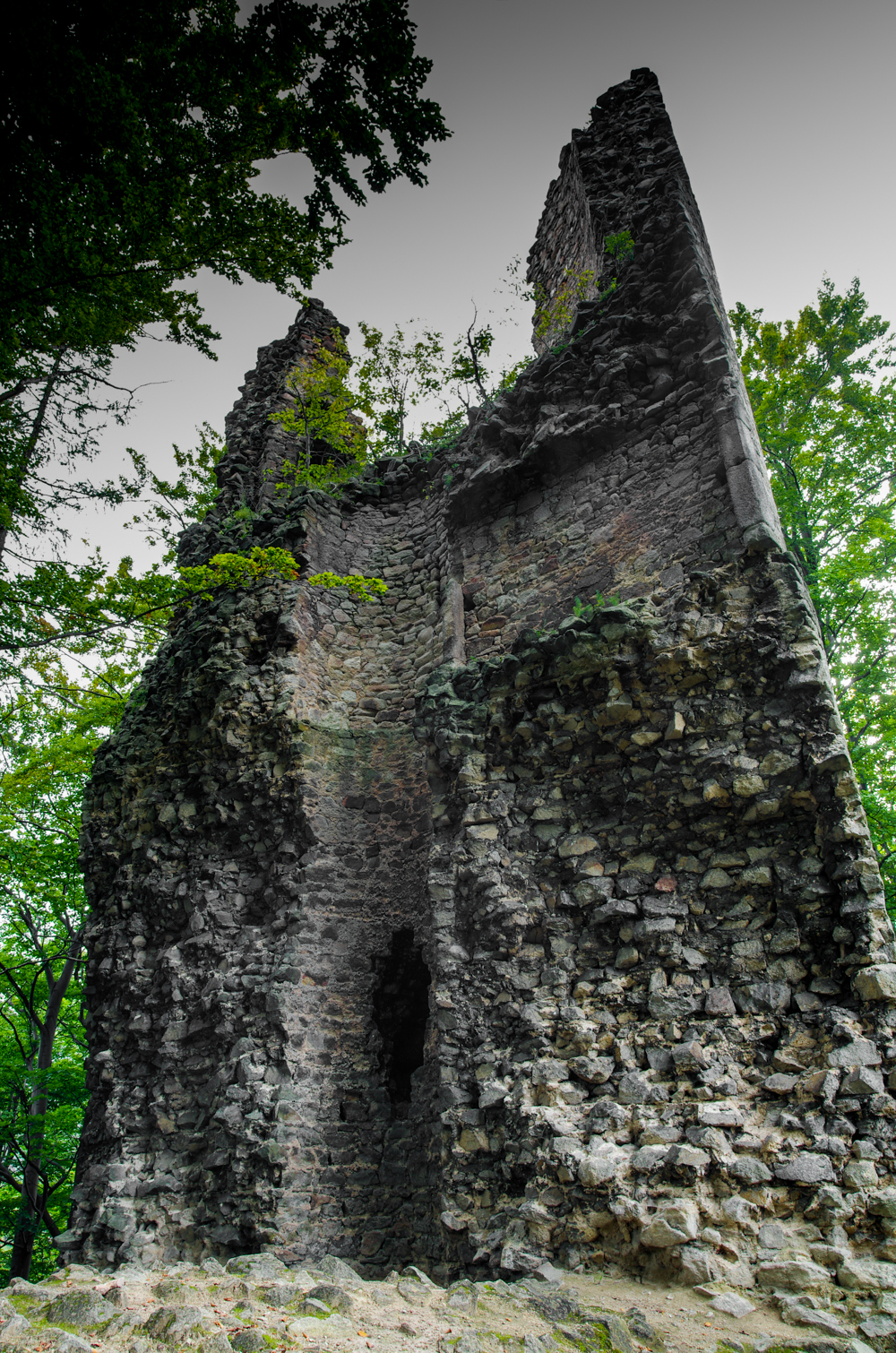
Ruines du château.
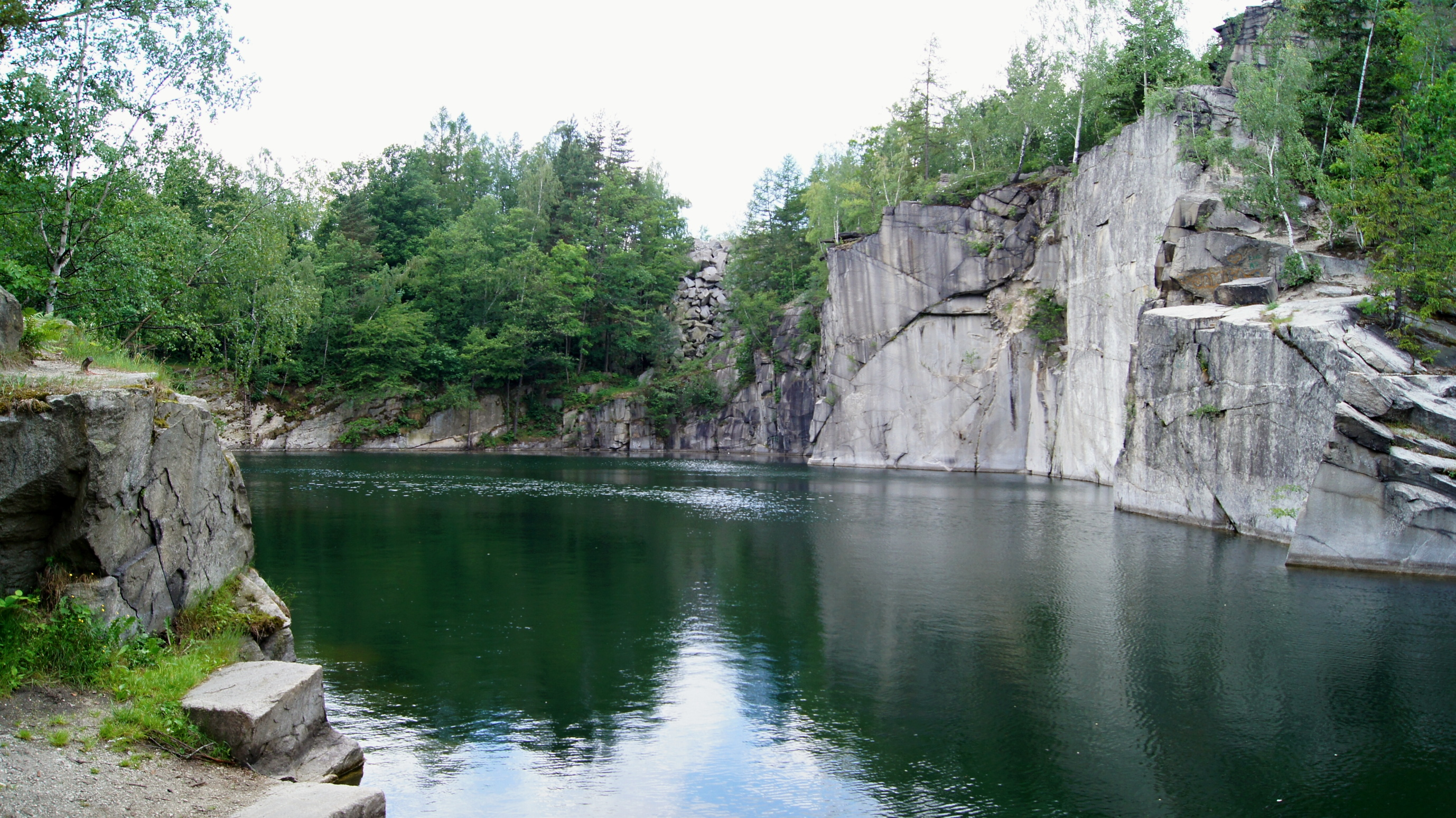
Carrière inondée.

## Transports
Par la route, Černá Voda se trouve à 21 km de Jeseník, à 107 km d'Olomouc et à 247 km de Prague.